# Herzogtum Lüben
Das Herzogtum Lüben entstand 1348 als Teilherzogtum von Liegnitz. Es bestand bis 1453 und diente im 16. Jahrhundert als Leibgedinge der Brieger Herzoginnen. Residenzort war die Stadt Lüben (seit 1945 Lubin in der Woiwodschaft Niederschlesien in Polen).

## Geschichte

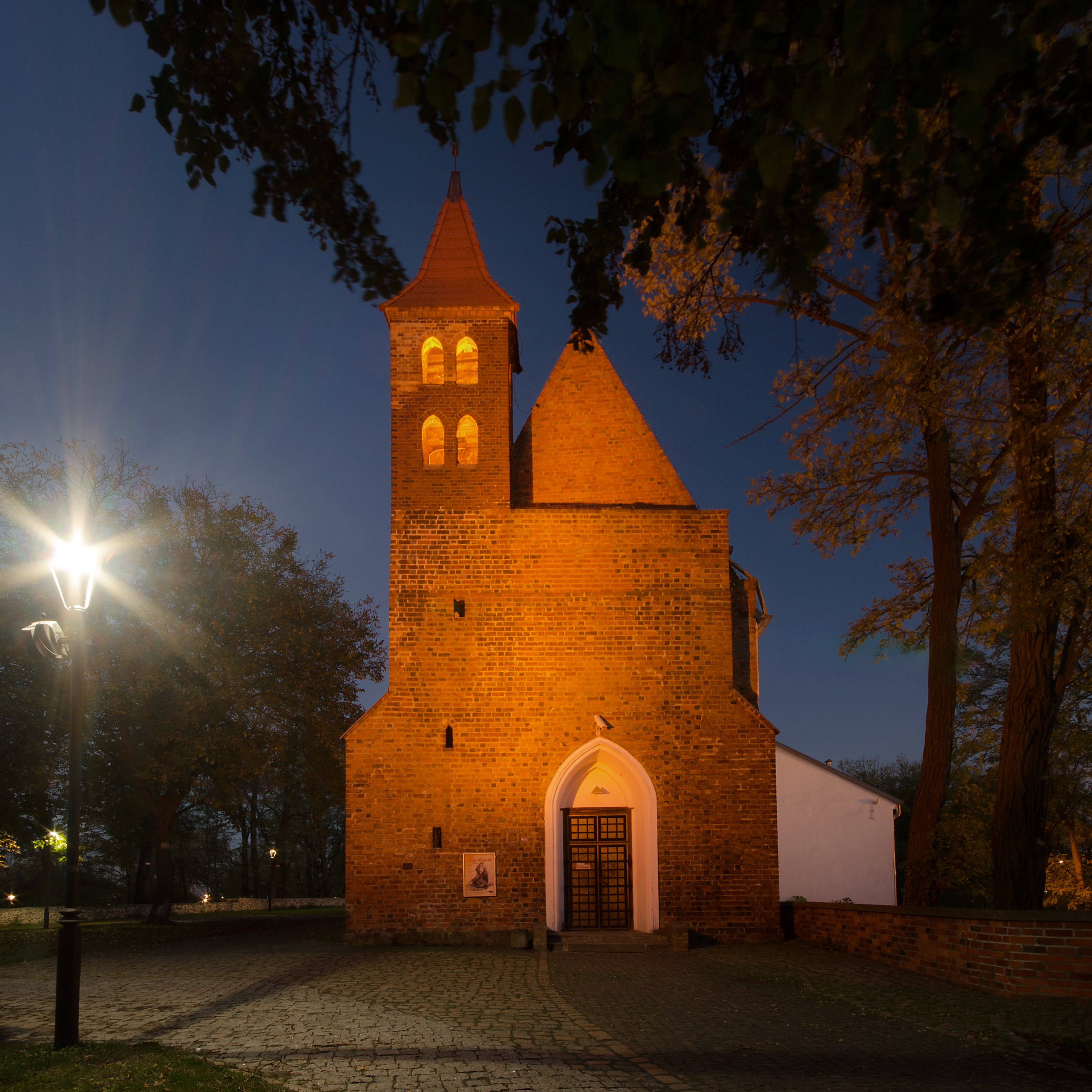
Hedwigskapelle des einstigen Schlosses Lüben

Das Gebiet von Lüben fiel bei der Teilung des Herzogtums Schlesien 1249 an das Herzogtum Glogau und bei dessen Teilung 1323 an den Steinauer Herzog Johann. Wegen Geldmangel verkaufte er das Gebiet von Lüben an den böhmischen König Johann von Luxemburg, von dem es 1339 der Liegnitzer Herzog Boleslaw III. erwarb. Er übergab das verschuldete Herzogtum Liegnitz noch zu seinen Lebzeiten an seine Söhne Wenzel I. und Ludwig, die es zunächst gemeinsam verwalteten. 
Bei der 1348 erfolgten Teilung erhielt Ludwig das Gebiet von Lüben. Er residierte in Lüben, wo er die herzogliche Burg, die bereits um 1230 bestand, zu einem Schloss ausbauen und um die Schlosskapelle erweitern ließ. Noch zu seinen Lebzeiten übertrug er 1381 Lüben seinem einzigen Sohn Heinrich VIII. Dieser vereinte Lüben mit seinem Herzogtum Brieg, starb jedoch schon ein Jahr später. Nach dem Tod seines Sohnes Heinrich IX. 1419/20 wurde Lüben für dessen Sohn Ludwig III. ausgegliedert, der 1441 starb. Letzter Herzog von Lüben war Johann I. Er verkaufte 1446 Lüben an Heinrich IX. von Glogau, der es seiner unverheirateten Schwester Katharina als Leibgedinge verschrieb. Nach deren Tod 1496 wurde gelangte es wiederum an Liegnitz. Im 16. Jahrhundert diente das Lübener Land zweimal als Leibgedinge für Brieger Herzoginnen.